# 三民主義統一中國

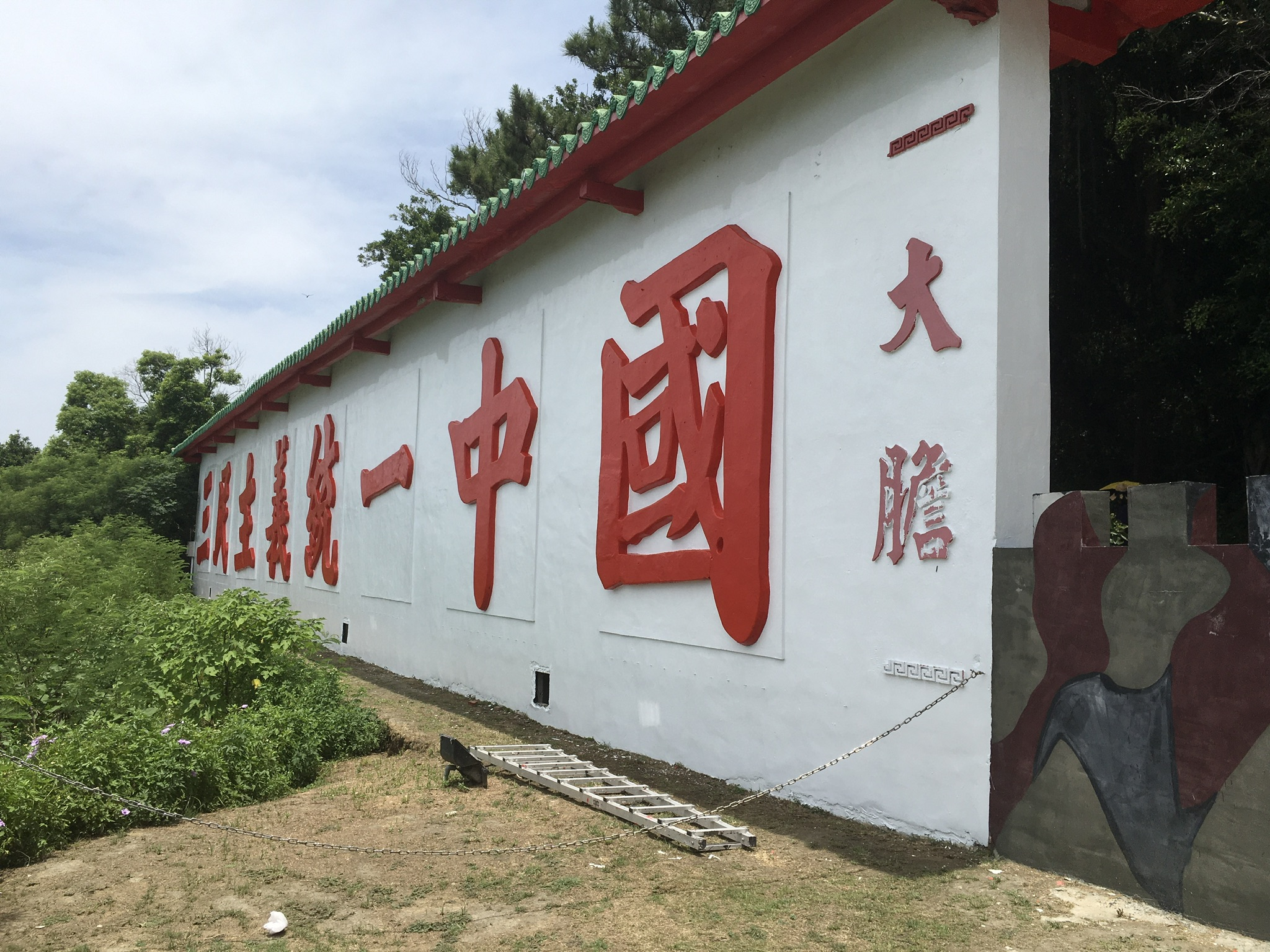
大膽島上的心戰牆

三民主義統一中國為蔣經國總統時期，中國國民黨與中華民國政府為解決中國問題而提出的政策目標與政治口號。
繼蔣中正總統時期的反攻大陸與「七分政治、三分軍事」政策後，1981年（民國70年）蔣經國總統時期對於中國共產黨的政策，彰顯了中華民國政府在動員戡亂時期由一開始的武力反攻，轉向為政治反攻。

## 起源

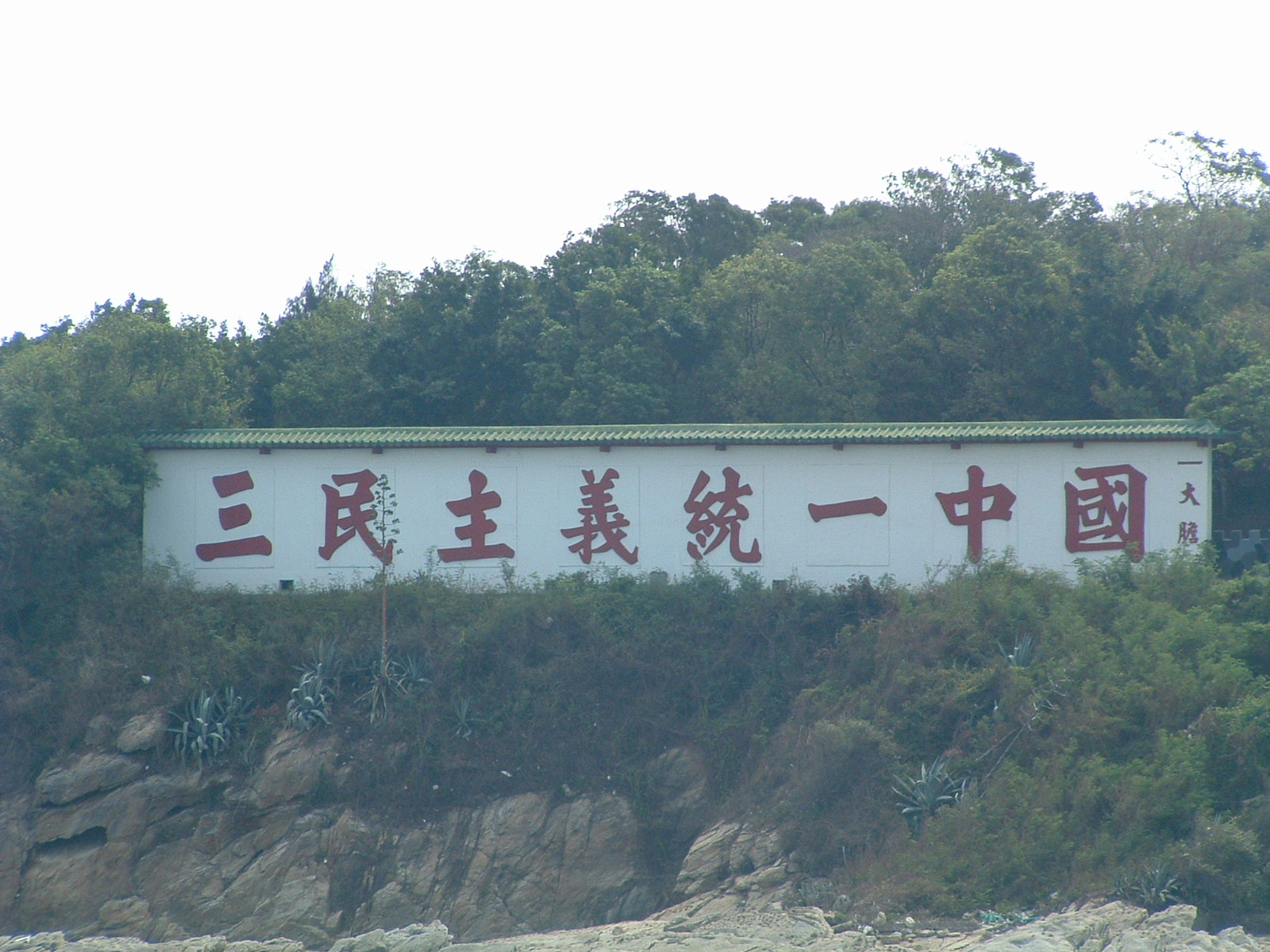
金门大胆岛上的「三民主義統一中國」标语，與廈門對岸的「一国两制统一中国」標語遙遙相望。1986年8月由金防部司令趙萬富上將令烈嶼師長龔力少將興建，翌年即同因三七事件去職。另外還有一塊標語設於二膽島的哨所牆上。

1979年中国大陆在鄧小平上台後，調整對臺灣的政策。1981年9月30日，全國人大常委會委員長葉劍英發表了「關於臺灣回歸祖國實現和平統一的方針政策」（俗稱「葉九條」），為「一國兩制」初步概念。
時任中華民國總統的蔣經國則提出「三民主義統一中國」對其回應。1981年3月29日至4月5日，蔣經國以中國國民黨主席身份，召開十二全，提出「貫徹以三民主義統一中國案」。並且通過「貫徹復興基地民生主義社會經濟建設案」，希望通过實際的政治與經濟建設，突顯臺灣的具體建設價值，以利實現「和平反攻」。
1987年，蔣經國再度提出一國良制，用來回應鄧小平的一國兩制。認為三民主義比馬列毛主義更為優良，應該由三民主義統一中國。
李登輝時代，中華民國政府通過《國家統一綱領》來取代這個政策，稱為終極統一，但隨後卻在實際上放棄了相關政策，轉向傾向于華獨的兩國論。